# Josef Kochrda
Josef Kochrda (29. března 1939 Rohozná - 31. března 1995 Nový Bor) byl sklářský výtvarník a středoškolský pedagog.

## Život
Josef Kochrda se vyučil malířem skla v odborném učilišti sklářském v Novém Boru (1954-1956) a poté v letech 1956-1960 absolvoval Střední uměleckoprůmyslovou školu sklářskou v Železném Brodu. Ve studiu pokračoval na Vysoké škole uměleckoprůmyslové v Praze u prof. Josefa Kaplického a ve sklářském ateliéru prof. Stanislava Libenského. Studia zakončil roku 1966. Do roku 1968 pracoval jako návrhář a sklářský technolog ve Výzkumném ústavu užitkového skla v Novém Boru.
Od roku 1968 byl pedagogem na Střední uměleckoprůmyslové škole sklářské v Kamenickém Šenově, kde nejprve vedl oddělení malovaného skla a od počátku 70. let oddělení rytého skla a později oddělení svítidel. Roku 1990 se vrátil do oddělení malovaného skla.
Kochrda byl také nadaný muzikant. Je zachycen ve scéně z hospody U dvou lip, kde hraje na akordeon, ve filmu Střepy pro Evu z roku 1978.

## Dílo
Josef Kochrda patří do skupiny velmi úspěšných českých sklářských výtvarníků, kteří se proslavili v druhé polovině 20. století po celém světě svými experimentálními technikami, designem a realizacemi pro architekturu. Svým autorským sklem je zastoupen ve významných sbírkách, přestože se většinu života věnoval výuce studentů na úkor své vlastní tvorby.
Kochrda je znám jako neúnavný experimentátor, který důsledně ověřoval nové technologie. U svých studentů kladl důraz na uměleckou hodnotu díla. Zaváděl techniku rytí diprofilem a vyvzoroval první skleněné plastiky z tehdy nově vyvíjeného transparentního lithyalinu. K neformálním a netradičnm řešením ho inspirovaly vlastnosti foukaného a volně tvarovaného horkého skla (Soustava objektů z čirého foukaného skla, 1973) a asociace s přírodními procesy růstu, plynutí nebo vlnění (Váza, hutně tvarované a řezané sklo, 1968) (Hutně tvarovaná plastika z 1. MSS v Novém Boru). Jeho skleněné objekty byly obvykle foukány do sádrové formy a dotvářeny za horka na huti zápichy nebo nálepy vtaženými dovnitř. a strukturací povrchu, který dokončoval broušením po vychladnutí Využíval rovněž slinutí několika bloků skla. V 80. letech tvořil skleněné reliéfní plastiky skládané z tabulového skla i komorní broušené plastiky ze skládaného a lepeného tabulového skla (Prisma, 1981).
Kochrda spolupracoval s architekty a vytvářel vitráže, světelné objekty, dekorativní a monumentální skleněné stěny.

### Zastoupení ve sbírkách
- Uměleckoprůmyslové museum v Praze
- Moravská galerie v Brně[13]
- Musée des Arts décoratifs, Lausanne[14]
- Severočeské muzeum Liberec
- Sklářské muzeum kamenický Šenov
- Sklářské muzeum Nový Bor
- Sbírka IGS Nový Bor na zámku Lemberk
- Muzeum umění Olomouc

### Realizace (výběr)

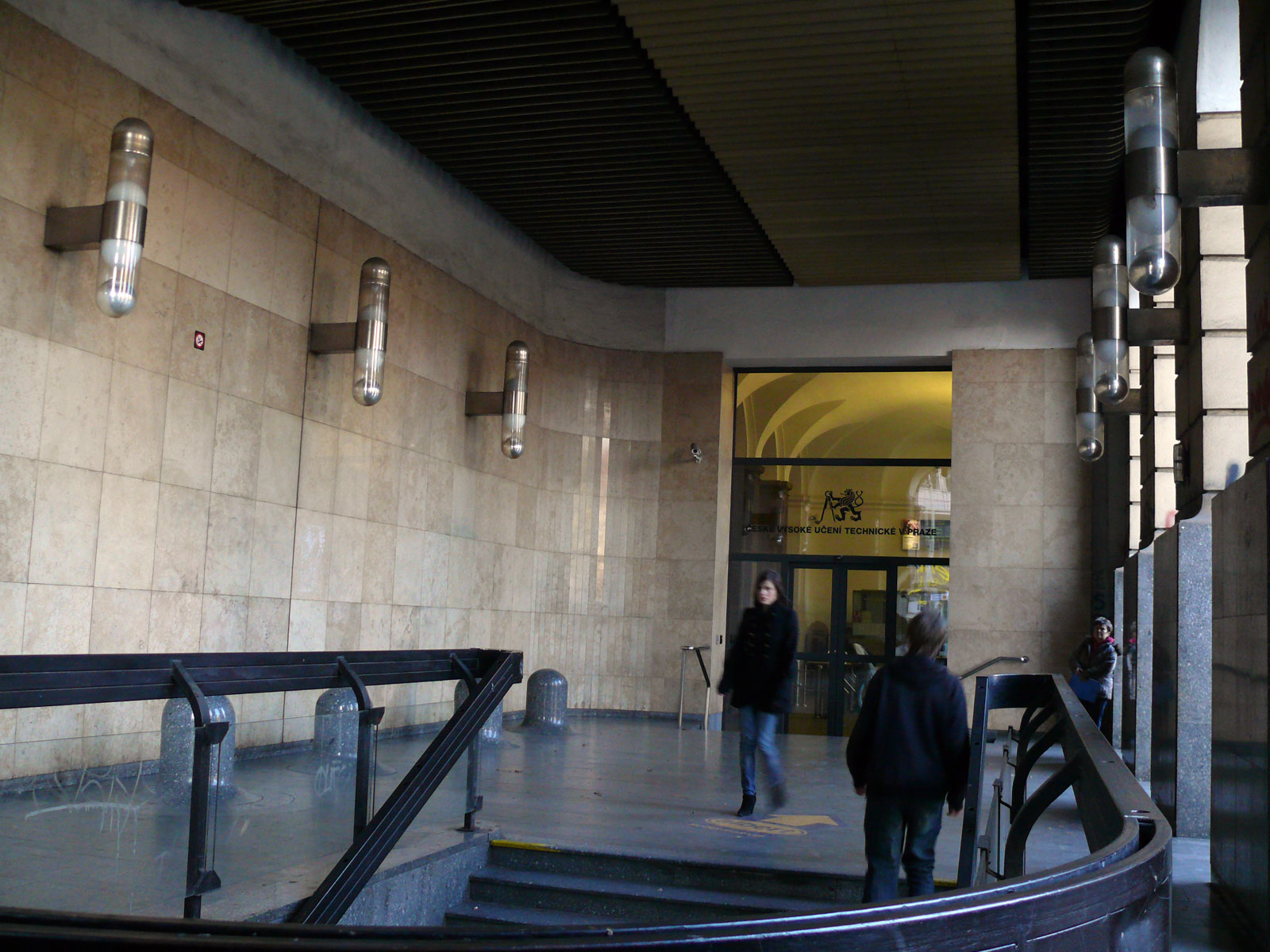
průchod k vestibulu metra Karlovo náměstí, svítidla Josefa Kochrdy

- 1968 Magická koule s diaprojekcí, Naivní divadlo Liberec
- 1972 Hliníkový reliéf, Praha Ďáblice, dekorativní mříž, kino Sněžník, Děčín
- 1974 Reliéf z řezaného plochého skla, kino Nový Bor (zničeno)
- 1976 Objekt z broušeného skla a kovu, základní škola ve Stráži pod Ralskem
- 1977-1978 Stěna z litého skla, vestibul stanice metra Dejvická (s V. Veselým, P. Wernerem)
- 1977-1978 Svítidla, kulturní domy v Semilech, Kutné Hoře, Jánských Lázních
- 1985 Svítidla, průchod do vestibulu stanice metra Karlovo náměstí

### Výstavy (výběr)
- 1966 Aktuální tendence v československém užitém umění a průmyslovém výtvarnictví, Obecní dům, Praha
- 1969 Sklo severočeských výtvarníků, Výstavní síň Betlémské náměstí, Praha
- 1969 50 Jahre der Tschechischen angewandten Kunst und Industrial Design, MAK - Österreichisches Museum für angewandte Kunst / Gegenwartskunst, Vídeň
- 1970 Současné české sklo, Mánes, Praha
- 1973 Metamorfózy skla, Moravská galerie v Brně
- 1977 Umělecké sklo 1977. Oborová přehlídka současné sklářské tvorby, Praha
- 1978 Metro a výtvarné umění, Staroměstská radnice, Praha
- 1978/1979 Severočeští výtvarní umělci, Mánes, Praha
- 1980 Trienále řezaného skla, Uměleckoprůmyslové muzeum, Brno
- 1982 Contemporary Czecholovakian Glass, Jewelry and Sculpture, Foster/White Gallery, Seattle
- 1982 Prostor 1, Památník národního písemnictví, Praha
- 1983 Skleněná plastika, Dům umění města Brna
- 1983 Prostor 2, Veletržní palác, Praha
- 1984 Československé sklo '84: Umělecká sklářská tvorba, Valdštejnská jízdárna, Praha
- 1986/09/26 - 1987/01/04 	Expressions en verre, Musée des Arts décoratifs, Lausanne
- 1987 Súčasná československá sklenená plastika a sklenený šperk, Galéria Miloša Alexandra Bazovského v Trenčíne
- 1987 Sklo a světlo, Výstavní síň Emila Filly, Ústí nad Labem
- 1987/1988 8. Trienále řezaného a rytého skla: Těžítko a drobný objekt, Moravská galerie v Brně
- 1990 45 let výtvarného umění Severních Čech 1945-1990, Severočeská galerie výtvarného umění v Litoměřicích
- 1996/1997 Užité umění 60. let, Uměleckoprůmyslové muzeum, Brno (Brno-město)
- 2000 Pedagogové a absolventi SUPŠS Kamenický Šenov
- 2006 Sklo a světlo: 150 let sklářské školy v Kamenickém Šenově, Galerie design centra ČR, Praha, Uměleckoprůmyslové museum, Praha